# Borgo Guttadauro
Borgo Guttadauro è una frazione del comune italiano di Butera, del libero consorzio comunale di Caltanissetta in Sicilia.
Edificato nel 1940, la borgata faceva parte degli insediamenti rurali del periodo fascista, istituiti da Re Vittorio Emanuele III di Savoia. Dopo un vissuto travagliato, la frazione fu assegnata ufficialmente al comune di Butera il 14 gennaio 1971, dove in seguito, venne definitivamente abbandonata durante la metà degli anni ottanta.

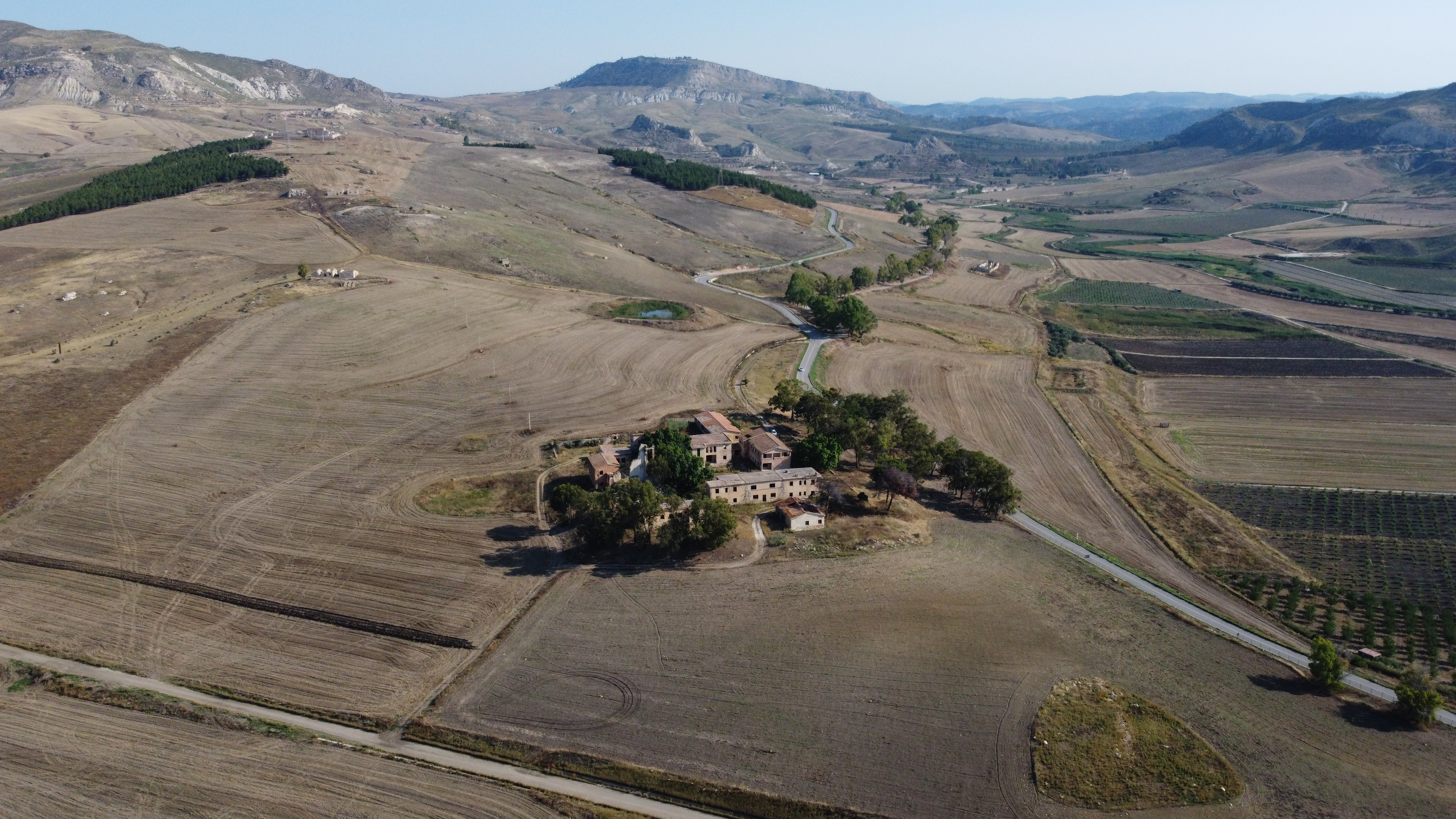
Foto aerea del Borgo Guttadauro nel 2023

## Origine del nome
Il borgo prende il nome dal militante gelese Emanuele Guttadauro, decorato di Medaglia d'oro al valor militare alla memoria, nel corso del conflitto bellico di Spagna dove morì a Teruel il 21 luglio 1938, dopo aver riportato alcune ferite mortali.

## Storia
Il Borgo Guttadauro faceva parte del progetto del consorzio di bonifica della Piana di Gela, che prevedeva la costruzione di otto insediamenti rurali voluti da Re Vittorio Emanuele III di Savoia, per avviare lo sviluppo agricolo della zona. La borgata nacque in contrada Case Cammarata, su alcuni terreni di proprietà dei fratelli Francesco e Fulvio Camerata, figli del Barone Salvatore Camerata di Piazza Armerina, che ottenne tale suolo il 12 gennaio 1913, tramite una riunione di usufrutto in seguito al decesso di Girolama Suberras.

Il borgo Guttadauro nel 1973, dove è visibile la caserma dei carabinieri.

Il progetto (realizzato il 6 maggio 1940) di Borgo Guttadauro affidato all'architetto Gaetano Averna, venne approvato il 20 giugno 1940 e prevedeva un'edificazione estesa che comprendeva fra gli altri, una chiesa di 84m² con una capienza di 180 persone (caratterizzata da una croce greca), una casa parrocchiale, una scuola (con annesso alloggio dell'insegnante), una sede con organo di podestà, un ufficio postale, una stazione dei carabinieri, un ambulatorio medico, una trattoria (in cui si poteva alloggiare), gli uffici dell'Ente di colonizzazione del latifondo siciliano, degli esercizi di vendita ed una cabina elettrica.
Tuttavia, i lavori di edificazione iniziati nel 1941, vennero interrotti dall'insediamento delle truppe americane durante lo sbarco in Sicilia, nell'estate del 1943, che ne rallentò la sua completezza. Negli anni avvenire si tentò più volte di terminare il perfezionamento degli edifici, capitalizzando diversi appalti e subendo svariate modifiche rispetto al progetto iniziale.
Nel 1962 venne commissionato Salvo Lima (ex sindaco di Palermo e parlamentare della Democrazia Cristiana) per il riavvio del Borgo Guttadauro, dove in una lettera del 15 marzo 1963 inviata dal prefetto di Caltanissetta, si informava quest'ultimo della situazione desolante che viveva la frazione, popolata solamente da tre agenti delle forze dell'ordine e un custode con la sua famiglia, mentre la scuola elementare era frequentata da dieci unità, nonostante la borgata fosse in piena efficienza.

Una vecchia foto del borgo Guttadauro, si vede la Chiesa oggi diruta.

Il 14 gennaio 1971 il Borgo Guttadauro venne ceduto ufficialmente al comune di Butera, difatti, nel 1973 la borgata era ancora ben attiva e popolata, dove albergavano delle monache dell'ordine di Sant'Anna che avevano in cura un collegio di bambini, per cui era attiva anche la scuola, oltre alla caserma dei carabinieri, tuttavia, la mal gestione amministrativa nel tempo fu complice della regressione di quest'ultimo, che resse circa sino alla metà degli anni ottanta, quando fu definitivamente abbandonato. Sino al 1983, il Borgo Guttadauro era un luogo ancora frequentato abitualmente dalle famiglie della zona nel fine settimana, da escursionisti, dai turisti o passanti, inoltre, si celebravano anche riti religiosi come ad esempio, matrimoni.
Oggi il Borgo Guttadauro si presenta interamente leso dalle intemperie del tempo che hanno reso inagibili le infrastrutture pericolanti e danneggiate, oltre ad essere state saccheggiate dei suoi averi, mentre parte della chiesa è crollata tra il 2004 e il 2005. Nel 2020 il presidente della Regione Siciliana Nello Musumeci dichiarò che il Borgo Guttadauro, rientrava nel piano di riqualificazione del patrimonio architettonico e storico della Sicilia, per rendere tale luogo un'attrazione turistica.